# Endri Çekiçi
Endri Çekiçi (Pogradec, 23 novembre 1996) è un calciatore albanese, centrocampista dell'Adanaspor.

## Carriera

### Club

#### Dinamo Zagabria
Il 7 febbraio 2014 viene acquistato dalla squadra croata della Dinamo Zagabria per 60.000 euro. Ha giocato nelle giovanili fino a febbraio 2015, e successivamente è entrato a far parte della prima squadra.

#### Olimpia Lubiana
Il 31 gennaio 2019 viene acquistato a titolo definitivo per 200.000 euro dalla squadra slovena dell'Olimpia Lubiana, con cui sottoscrive un contratto di 2 anni e mezzo con scadenza il 30 giugno 2021.

#### Ankaragücü e Konyaspor
Il 5 ottobre 2020 viene acquistato a titolo definitivo per 200.000 euro dalla squadra turca dell'Ankaragücü, con cui si lega con un contratto biennale con scadenza il 30 giugno 2022 con opzione per un altro anno.
Il 29 luglio 2021 si trasferisce per 250.000 euro al Konyaspor.

### Nazionale
Ha giocato nelle nazionali giovanili albanesi Under-17 ed Under-19.
Debutta con l'Under-21 il 3 settembre 2015 nella partita valida per le qualificazioni ad Euro 2017, finita 1-1 contro Israele Under-21, subentrando al minuto 62' del secondo tempo, segnando anche il gol su rigore del definitivo 1-1.
Il 30 agosto 2020 riceve la sua prima convocazione dalla nazionale maggiore per le partite valide per la Nations League rispettivamente contro Bielorussia e Lituania del 4 e 7 settembre 2020.

## Statistiche

### Presenze e reti nei club
Statistiche aggiornate al 15 marzo 2024.
| Stagione                   | Squadra                    | Campionato                 | Campionato | Campionato | Coppe nazionali | Coppe nazionali | Coppe nazionali | Coppe continentali | Coppe continentali | Coppe continentali | Altre coppe | Altre coppe | Altre coppe | Totale | Totale |
| Stagione                   | Squadra                    | Comp                       | Pres       | Reti       | Comp            | Pres            | Reti            | Comp               | Pres               | Reti               | Comp        | Pres        | Reti        | Pres   | Reti   |
| -------------------------- | -------------------------- | -------------------------- | ---------- | ---------- | --------------- | --------------- | --------------- | ------------------ | ------------------ | ------------------ | ----------- | ----------- | ----------- | ------ | ------ |
| feb.-giu. 2013             | Pogradeci                  | KP                         | 6          | 1          | CA              | 0               | 0               | -                  | -                  | -                  | -           | -           | -           | 6      | 1      |
| 2013-feb. 2014             | Teuta                      | KS                         | 0          | 0          | CA              | 0               | 0               | UEL                | 1                  | 0                  | -           | -           | -           | 1      | 0      |
| feb.-giu. 2015             | Dinamo Zagabria II         | 3. HNL                     | 18         | 9          | -               | -               | -               | -                  | -                  | -                  | -           | -           | -           | 18     | 9      |
| feb.-giu. 2015             | Dinamo Zagabria            | 1. HNL                     | 4          | 0          | CC              | 1               | 0               | UCL+UEL            | -                  | -                  | SC          | -           | -           | 5      | 0      |
| lug.-ott. 2015             | Dinamo Zagabria            | 1. HNL                     | 1          | 0          | CC              | 2               | 2               | UCL                | 1                  | 0                  | SC          | 0           | 0           | 4      | 2      |
| ago. 2015-gen. 2016        | Dinamo Zagabria II         | 2. HNL                     | 11         | 3          | -               | -               | -               | -                  | -                  | -                  | -           | -           | -           | 11     | 3      |
| gen.-giu. 2016             | Lokomotiva Zagabria        | 1. HNL                     | 12         | 3          | CC              | 0               | 0               | UEL                | -                  | -                  | -           | -           | -           | 12     | 3      |
| 2016-2017                  | Lokomotiva Zagabria        | 1. HNL                     | 23         | 3          | CC              | 2               | 0               | UEL                | 8                  | 0                  | -           | -           | -           | 33     | 3      |
| Totale Lokomotiva Zagabria | Totale Lokomotiva Zagabria | Totale Lokomotiva Zagabria | 35         | 6          |                 | 2               | 0               |                    | 8                  | 0                  |             | -           | -           | 45     | 6      |
| 2017-2018                  | Dinamo Zagabria II         | 2. HNL                     | 21         | 3          | -               | -               | -               | -                  | -                  | -                  | -           | -           | -           | 21     | 3      |
| set. 2017-apr. 2018        | Dinamo Zagabria            | 1. HNL                     | 1          | 0          | CC              | 1               | 0               | UEL                | -                  | -                  | SC          | -           | -           | 2      | 0      |
| Totale Dinamo Zagabria     | Totale Dinamo Zagabria     | Totale Dinamo Zagabria     | 6          | 0          |                 | 4               | 2               |                    | 1                  | 0                  |             | 0           | 0           | 11     | 2      |
| 2018-gen. 2019             | Dinamo Zagabria II         | 2. HNL                     | 11         | 2          | -               | -               | -               | -                  | -                  | -                  | -           | -           | -           | 11     | 2      |
| Totale Dinamo Zagabria II  | Totale Dinamo Zagabria II  | Totale Dinamo Zagabria II  | 61         | 17         |                 | -               | -               |                    | -                  | -                  |             | -           | -           | 61     | 17     |
| gen.-giu. 2019             | Olimpia Lubiana            | 1. SNL                     | 9          | 6          | CS              | 1               | 0               | UCL+UEL            | -                  | -                  | -           | -           | -           | 10     | 6      |
| 2019-2020                  | Olimpia Lubiana            | 1. SNL                     | 31         | 10         | CS              | 0               | 0               | UEL                | 4                  | 1                  | -           | -           | -           | 35     | 11     |
| ago.-set. 2020             | Olimpia Lubiana            | 1. SNL                     | 3          | 1          | CS              | 0               | 0               | UEL                | 0                  | 0                  | -           | -           | -           | 3      | 1      |
| Totale Olimpia Lubiana     | Totale Olimpia Lubiana     | Totale Olimpia Lubiana     | 43         | 17         |                 | 1               | 0               |                    | 4                  | 1                  |             | -           | -           | 48     | 18     |
| 2020-2021                  | Ankaragücü                 | SL                         | 31         | 2          | CT              | 0               | 0               | -                  | -                  | -                  | -           | -           | -           | 31     | 2      |
| 2021-2022                  | Konyaspor                  | SL                         | 35         | 6          | CT              | 3               | 0               | -                  | -                  | -                  | -           | -           | -           | 38     | 6      |
| 2022-2023                  | Konyaspor                  | SL                         | 20         | 2          | CT              | 1               | 0               | UECL               | 3                  | 0                  | -           | -           | -           | 24     | 2      |
| Totale Konyaspor           | Totale Konyaspor           | Totale Konyaspor           | 55         | 8          |                 | 4               | 0               |                    | 3                  | 0                  |             | -           | -           | 62     | 8      |
| 2023-2024                  | Pendikspor                 | SL                         | 20         | 1          | CT              | 2               | 0               | -                  | -                  | -                  | -           | -           | -           | 22     | 1      |
| Totale carriera            | Totale carriera            | Totale carriera            | 257        | 52         |                 | 13              | 2               |                    | 17                 | 1                  |             | 0           | 0           | 287    | 55     |

### Cronologia presenze e reti in nazionale
| Cronologia completa delle presenze e delle reti in nazionale ― Albania | Cronologia completa delle presenze e delle reti in nazionale ― Albania | Cronologia completa delle presenze e delle reti in nazionale ― Albania | Cronologia completa delle presenze e delle reti in nazionale ― Albania | Cronologia completa delle presenze e delle reti in nazionale ― Albania | Cronologia completa delle presenze e delle reti in nazionale ― Albania | Cronologia completa delle presenze e delle reti in nazionale ― Albania | Cronologia completa delle presenze e delle reti in nazionale ― Albania |
| Data                                                                   | Città                                                                  | In casa                                                                | Risultato                                                              | Ospiti                                                                 | Competizione                                                           | Reti                                                                   | Note                                                                   |
| ---------------------------------------------------------------------- | ---------------------------------------------------------------------- | ---------------------------------------------------------------------- | ---------------------------------------------------------------------- | ---------------------------------------------------------------------- | ---------------------------------------------------------------------- | ---------------------------------------------------------------------- | ---------------------------------------------------------------------- |
| 14-10-2020                                                             | Vilnius                                                                | Lituania                                                               | 0 – 0                                                                  | Albania                                                                | UEFA Nations League 2020-2021 - 1º turno                               | -                                                                      | 63’                                                                    |
| 5-6-2021                                                               | Cardiff                                                                | Galles                                                                 | 0 – 0                                                                  | Albania                                                                | Amichevole                                                             | -                                                                      | 76’                                                                    |
| 8-6-2021                                                               | Praga                                                                  | Rep. Ceca                                                              | 3 – 1                                                                  | Albania                                                                | Amichevole                                                             | -                                                                      | 54’                                                                    |
| 2-9-2021                                                               | Varsavia                                                               | Polonia                                                                | 4 – 1                                                                  | Albania                                                                | Qual. Mondiali 2022                                                    | -                                                                      | 74’                                                                    |
| 5-9-2021                                                               | Elbasan                                                                | Albania                                                                | 1 – 0                                                                  | Ungheria                                                               | Qual. Mondiali 2022                                                    | -                                                                      | 69’ 90+2’                                                              |
| 9-10-2021                                                              | Budapest                                                               | Ungheria                                                               | 0 – 1                                                                  | Albania                                                                | Qual. Mondiali 2022                                                    | -                                                                      | 45+1’ 46’                                                              |
| 15-11-2021                                                             | Tirana                                                                 | Albania                                                                | 1 – 0                                                                  | Andorra                                                                | Qual. Mondiali 2022                                                    | 1                                                                      |                                                                        |
| 29-3-2022                                                              | Tirana                                                                 | Albania                                                                | 0 – 0                                                                  | Georgia                                                                | Amichevole                                                             | -                                                                      | 29’ 65’                                                                |
| 6-6-2022                                                               | Reykjavík                                                              | Islanda                                                                | 1 – 1                                                                  | Albania                                                                | UEFA Nations League 2022-2023 - 1º turno                               | -                                                                      | 73’                                                                    |
| 10-6-2022                                                              | Tirana                                                                 | Albania                                                                | 1 – 2                                                                  | Israele                                                                | UEFA Nations League 2022-2023 - 1º turno                               | -                                                                      | 84’ 90+4’                                                              |
| 13-6-2022                                                              | Tirana                                                                 | Albania                                                                | 0 – 0                                                                  | Estonia                                                                | Amichevole                                                             | -                                                                      | 71’                                                                    |
| Totale                                                                 |                                                                        | Presenze (113º posto)                                                  | 11                                                                     |                                                                        | Reti (52º posto)                                                       | 1                                                                      |                                                                        |

| Cronologia completa delle presenze e delle reti in nazionale ― Albania under 21 | Cronologia completa delle presenze e delle reti in nazionale ― Albania under 21 | Cronologia completa delle presenze e delle reti in nazionale ― Albania under 21 | Cronologia completa delle presenze e delle reti in nazionale ― Albania under 21 | Cronologia completa delle presenze e delle reti in nazionale ― Albania under 21 | Cronologia completa delle presenze e delle reti in nazionale ― Albania under 21 | Cronologia completa delle presenze e delle reti in nazionale ― Albania under 21 | Cronologia completa delle presenze e delle reti in nazionale ― Albania under 21 |
| Data                                                                            | Città                                                                           | In casa                                                                         | Risultato                                                                       | Ospiti                                                                          | Competizione                                                                    | Reti                                                                            | Note                                                                            |
| ------------------------------------------------------------------------------- | ------------------------------------------------------------------------------- | ------------------------------------------------------------------------------- | ------------------------------------------------------------------------------- | ------------------------------------------------------------------------------- | ------------------------------------------------------------------------------- | ------------------------------------------------------------------------------- | ------------------------------------------------------------------------------- |
| 3-9-2015                                                                        | Tirana                                                                          | Albania under 21                                                                | 1 – 1                                                                           | Israele under 21                                                                | Qual. Europeo Under-21 2017                                                     | 1                                                                               | 62’                                                                             |
| 8-9-2015                                                                        | Tirana                                                                          | Albania under 21                                                                | 1 – 6                                                                           | Portogallo under 21                                                             | Qual. Europeo Under-21 2017                                                     | -                                                                               | 43’ 72’                                                                         |
| 13-10-2015                                                                      | Felcsút                                                                         | Ungheria under 21                                                               | 2 – 2                                                                           | Albania under 21                                                                | Qual. Europeo Under-21 2017                                                     | -                                                                               | 72’ 86’                                                                         |
| 12-11-2015                                                                      | Arouca                                                                          | Portogallo under 21                                                             | 4 – 0                                                                           | Albania under 21                                                                | Qual. Europeo Under-21 2017                                                     | -                                                                               | 62’                                                                             |
| 16-11-2015                                                                      | Tirana                                                                          | Albania under 21                                                                | 2 – 0                                                                           | Liechtenstein under 21                                                          | Qual. Europeo Under-21 2017                                                     | -                                                                               |                                                                                 |
| 24-3-2016                                                                       | Elbasan                                                                         | Albania under 21                                                                | 0 – 0                                                                           | Grecia under 21                                                                 | Qual. Europeo Under-21 2017                                                     | -                                                                               |                                                                                 |
| 28-3-2016                                                                       | Elbasan                                                                         | Albania under 21                                                                | 2 – 1                                                                           | Ungheria under 21                                                               | Qual. Europeo Under-21 2017                                                     | -                                                                               | 90’                                                                             |
| 20-5-2016                                                                       | Zell am See                                                                     | Rep. Ceca under 21                                                              | 1 – 1                                                                           | Albania under 21                                                                | Amichevole                                                                      | -                                                                               | 63’                                                                             |
| 23-5-2016                                                                       | Mittersill                                                                      | Rep. Ceca under 21                                                              | 1 – 1                                                                           | Albania under 21                                                                | Amichevole                                                                      | 1                                                                               | 73’                                                                             |
| 2-9-2016                                                                        | Atene                                                                           | Grecia under 21                                                                 | 2 – 1                                                                           | Albania under 21                                                                | Qual. Europeo Under-21 2017                                                     | -                                                                               | 74’                                                                             |
| 25-3-2017                                                                       | Elbasan                                                                         | Albania under 21                                                                | 0 – 0                                                                           | Moldavia under 21                                                               | Amichevole                                                                      | -                                                                               | 82’ cap.                                                                        |
| 27-3-2017                                                                       | Tirana                                                                          | Albania under 21                                                                | 2 – 0                                                                           | Moldavia under 21                                                               | Amichevole                                                                      | -                                                                               | 54’                                                                             |
| 5-6-2017                                                                        | Tirana                                                                          | Albania under 21                                                                | 0 – 3                                                                           | Francia under 21                                                                | Amichevole                                                                      | -                                                                               | 35’ cap.                                                                        |
| 12-6-2017                                                                       | Elbasan                                                                         | Albania under 21                                                                | 0 – 0                                                                           | Estonia under 21                                                                | Qual. Europeo Under-21 2019                                                     | -                                                                               | 86’                                                                             |
| 4-9-2017                                                                        | Reykjavík                                                                       | Islanda under 21                                                                | 2 – 3                                                                           | Albania under 21                                                                | Qual. Europeo Under-21 2019                                                     | -                                                                               | 77’                                                                             |
| 10-10-2017                                                                      | Elbasan                                                                         | Albania under 21                                                                | 0 – 0                                                                           | Islanda under 21                                                                | Qual. Europeo Under-21 2019                                                     | -                                                                               | 57’                                                                             |
| 10-11-2017                                                                      | Tirana                                                                          | Albania under 21                                                                | 1 – 1                                                                           | Irlanda del Nord under 21                                                       | Qual. Europeo Under-21 2019                                                     | -                                                                               | 90+3’                                                                           |
| 23-3-2018                                                                       | Tirana                                                                          | Albania under 21                                                                | 2 – 3                                                                           | Slovacchia under 21                                                             | Qual. Europeo Under-21 2019                                                     | -                                                                               | 70’ 77’                                                                         |
| 6-9-2018                                                                        | Cordova                                                                         | Spagna under 21                                                                 | 3 – 0                                                                           | Albania under 21                                                                | Qual. Europeo Under-21 2019                                                     | -                                                                               | 79’                                                                             |
| Totale                                                                          |                                                                                 | Presenze                                                                        | 19                                                                              |                                                                                 | Reti                                                                            | 2                                                                               |                                                                                 |

## Palmarès

### Club

#### Competizioni nazionali
- Campionato croato: 1

Dinamo Zagabria: 2014-2015
- Coppa di Croazia: 1

Dinamo Zagabria: 2014-2015